# Kyogle
Kyogle (kaɪˈoʊɡəl) est une ville australienne située dans la zone d'administration locale du même nom, dont elle est le siège, en Nouvelle-Galles du Sud.

## Géographie
Kyogle est située dans la région de la Côte Nord au nord-est de la Nouvelle-Galles du Sud, à 750 km au nord de Sydney.

## Histoire
La localité s'est développée autour d'un camp de bûcherons créé dans les années 1830. La gare ferroviaire est ouverte en 1910 sur la ligne entre Sydney et Brisbane.

## Démographie
| 2001  | 2011  | 2021  |
| ----- | ----- | ----- |
| 2 729 | 2 739 | 2 804 |